# LSD：梦境模拟器
LSD是日本Asmik Ace Entertainment公司於1998年10月22日在PS上發售的一款遊戲。

## 簡介
玩家沒有任何理由地在夢的世界中徘徊。沒有目的、沒有敵方、也沒有所謂的隊友，在各個毫不相干的場景中與各式各樣的人物還有奇異的物品接觸。在遊戲中只要撞到牆壁、人物、物件就會被傳送到其他的場所去，乍看之下這些跳躍似乎沒有規律，可是每個跳躍點都有一定的規則存在。
遊戲內時間的流逝（遊戲中不表示）在不同場景下有不同的流逝速度，草原等令人較為安心的場所時間就會過得比較慢，而狂都一類較為驚悚的場景就會過得比較快，當一日結束之後，就會被強制返回標題畫面。遊玩次數記載在標題畫面上，以Day xxx（xxx為數字）表示，每一次遊戲，夢中場景都會有些許改變。
除了在夢中徘徊之外，有的時候還會出現簡短詩篇，以及奇異的小短片。另外，夢的世界中有時也會出現神秘的紳士，他可以說是遊戲中唯一一個可以以「敵人」來表示的存在。碰上這個角色的話，記憶將會被抹消掉，在FLASHBACK中將不會出現。